# Човек без талента
Човек без талента (јап. 無能の人, Munō no Hito) је манга, делимично аутобиографског карактера, коју је написао и илустровао Јошихару Цуге. Објављивала се 1985—1986. године у јапанској манга ревији Comic Baku, а на српски ју је 2. новембра 2019. године превела издавачка кућа Бесна Кобила.
Манга је 1991. године адаптирана у играни филм, а 1998. у ТВ драму.

## Радња
Прича је врста ватакуши романа („ја-роман,“ „роман о себи“) у коме Цуге представља аспекте свог живота и своје идеологије путем лика званог Сукего Сукезава. Манга се састоји од шест поглавља: „Продавац камења,” „Човек без талента,” „Господар птица,” „Путовање,” „Продавац фото-апарата” и „Бекство”.
Сукего је уметник који је одустао од своје каријере, одлучивши да ће до краја живота радити разне, готово бесмислене послове. Један од њих је продаја каменчића које је нашао поред реке. Његова жена не подржава Сукегове нове подухвате, али он више не може да поднесе капиталистички и западњачки свет који је допрео до Јапана и његове сада бивше цртачке каријере. Често је циничан, и одвратан према својој жени и сину, али упркос томе, његов син је увек вољан да му помогне.
Ово је Цугеова последња манга.

## Пријем
Ова манга се сматра Цугеовим ремек-делом. Компанија Publishers Weekly је у својој рецензији написала да је свака страница пуна „очаја,“ приказаног на поетички начин, одајући утиску да је „вредно живети чак и када нам је најгоре“. Кирин Син (Bookcase) сматра да је прича универзална; да је осећај безнађа, због каријере или живота, нешто што је сваки човек доживео, те да у томе лежи срж манге.